# النادي الأهلي (ود مدني)
النادي الأهلي الرياضي المعروف أيضا تحت اسم أهلي ود مدني هو نادي كرة قدم سوداني وهو نادي أساسي في السودان، تأسس النادي سنة 1928 م. ويقع مقره في مدينة ود مدني ويلعب مبارياته في ستاد الجزيرة الذي يتسع لنحو 25,000 مشاهد.
من لاعبيه بابكر سانتو وسيد مصطفي واحمد حامد واولاد الله جابو وحمد والديبة والدحيش وعمر ملكية وعصام غانا وعمر النقي والسر بدوي وسنطة والجار واخرون.
هبط النادي من الدرجة الممتازة بالدوري السوداني لكرة القدم موسم 2017.

## وصلات خارجية
- الموقع الرسمي لفايسبوك